# Simud Valles
Simud Valles est un ensemble de lits de cours d'eau asséchés de 945 km de long situés sur la planète Mars dans le quadrangle d'Oxia Palus par 19,6° N et 322,2° E.

## Géographie et géologie
Simud Valles et Tiu Valles prennent naissance au niveau de Chryse Chaos, qui fait suite à Hydraotes Chaos et, plus en amont, Aurorae Chaos, dans la région de Margaritifer Terra par où débouchent les canyons Eos Chasma et Capri Chasma de Valles Marineris. Hydrapsis Chaos, Aureum Chaos, Arsinoes Chaos et Pyrrhae Chaos, situés plus au sud-est, se déversent également dans ces vallées.
Celles-ci se seraient formées il y a plusieurs milliards d'années, au Noachien ou au plus tard à l'Hespérien, sans doute à la suite d'une brusque libération d'eau fondue du pergélisol sous l'effet, peut-être, d'un point chaud localisé sous Margaritifer Terra qui aurait déclenché à cet endroit une activité volcanique modérée, décelable semble-t-il à travers les petits cônes vraisemblablement volcaniques observés dans Hydraotes Chaos, et suffisante pour avoir réchauffé le sous-sol de toute la région.